# Hirschthal, Aargau
Hirschthal (schweizertyska: Hirschtu) är en ort och kommun i distriktet Aarau i kantonen Aargau, Schweiz. Kommunen har 1 756 invånare (2023).